# Jacqueline Leiner
Jacqueline Leiner (* 9. Januar 1921 in Caen; † 5. April 2008 in Tübingen) war eine französische Romanistin, Literaturwissenschaftlerin und Schriftstellerin.

## Leben und Werk
Jacqueline Leiner, geborene Lecocq, studierte in Paris und war von 1946 bis 1957 Bibliothekarin an der Bibliothèque Nationale. Von 1957 bis 1959 war sie Assistentin an der Universität Saarbrücken, dann Gymnasiallehrerin. Sie habilitierte sich 1969 in Straßburg bei Jean Gaulmier über Le destin littéraire de Paul Nizan et ses étapes successives. Contribution à l’étude du mouvement littéraire en France de 1920 à 1940 (Paris 1970). Anschließend lehrte sie an der University of Washington in Seattle (1963 bis 1975, 1985–1989), an der Sorbonne (1977/78) und an der Université de Provence in Aix en Provence (1981–1985). Unter dem Pseudonym Catherine Sarlat publizierte sie den Roman Le pied de lit (Paris 1962). Jacqueline Leiner war befreundet mit Simone de Beauvoir, Léopold Sédar Senghor und Aimé Césaire. Sie war verheiratet mit dem Romanisten Wolfgang Leiner und hatte einen Sohn.

## Weitere Schriften
- Imaginaire, langage, identité culturelle, négritude. Afrique – France – Guyana – Haïti – Maghreb – Martinique (= Études littéraires françaises. 10). Narr u. a., Tübingen u. a. 1980, ISBN 3-87808-889-2.
- als Herausgeberin: Soleil éclaté. Mélanges offerts à Aimé Césaire à l’occasion de son soixante-dixième anniversaire par une équipe internationale d’artistes et de chercheurs (= Études littéraires françaises. 30). Narr, Tübingen 1984, ISBN 3-87808-731-4.
- Aimé Césaire. Le terreau primordial (= Études littéraires françaises. 56 und 70). 2 Bände. Narr, Tübingen 1993–2003, ISBN 3-8233-4609-1 (Bd. 1), ISBN 3-8233-5583-X (Bd. 2).